# Nemoura kuwayamai
Nemoura kuwayamai är en bäcksländeart som beskrevs av Kawai 1966. Nemoura kuwayamai ingår i släktet Nemoura och familjen kryssbäcksländor. Inga underarter finns listade i Catalogue of Life.